# شعية هويلية
شعية هويلية (الاسم العلمي: Actinomyces howellii) هي نوع من البكتيريا يتبع جنس الشعية الفطرية من فصيلة شعاوية.